# Honeyville (Utah)
Honeyville je město v okresu Box Elder County ve státě Utah. K roku 2010 zde žilo 1 441 obyvatel. S celkovou rozlohou 30,4 km² byla hustota zalidnění 39,9 obyvatel na km².